# Henri Lévy-Bruhl

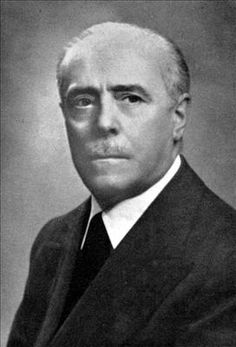
Henri Lévy-Bruhl

Henri Lévy-Bruhl (* 18. Dezember 1884 in Paris; † 2. Mai 1964 ebenda) war ein französischer Jurist, Rechtshistoriker und -soziologe. Er gilt als einer der Begründer der Rechtssoziologie.

## Leben und Werk
Henri Lévy-Bruhl war ein Sohn des Philosophen, Soziologen und Anthropologen Lucien Lévy-Bruhl. Sein älterer Bruder Marcel Lévy-Bruhl war Mediziner. Er besuchte das Lycée Condorcet und studierte an der Juristischen Fakultät der Universität Paris (Sorbonne), wo er sich auf Rechtsgeschichte spezialisierte. Von 1914 bis 1918 diente er als Soldat der Infanterie im Ersten Weltkrieg, wurde verwundet und mit dem Orden der Ehrenlegion ausgezeichnet. Nach Kriegsende bestand Lévy-Bruhl 1919 die Agrégation (Lehrbefugnis und Aufnahme in den Staatsdienst als Hochschullehrer) und wurde im Jahr darauf Dozent an der Juristischen Fakultät in Lille. 
Er war von 1930 bis 1958 Professor für Römisches Recht an der Rechtsfakultät der Universität Paris. Zu Beginn des Zweiten Weltkriegs leistete er erneut Militärdienst. Nach der Kapitulation und Besetzung Frankreichs ging Lévy-Bruhl nach Lyon, das in der sogenannten Freien Zone unter Kontrolle des Vichy-Regimes lag, aber auch dort wurde ihm aus antisemitischen Motiven die Lehrbefugnis entzogen. Paul Ramadier verschaffte ihm ein Versteck und schützte ihn vor der drohenden Ermordung. Nach der Befreiung Frankreichs 1944 kehrte Lévy-Bruhl nach Paris zurück. Zusätzlich zu seiner Professur an der Sorbonne hatte er ab 1948 den Lehrstuhl für Rechtssoziologie in der wirtschafts- und sozialwissenschaftlichen (VI.) Sektion der École pratique des hautes études (EPHE) inne.
Sein meistzitiertes Werk ist Sociologie du droit, dessen erste Auflage 1961 erschien.

## Schriften (Auswahl)
- Un Projet de code de commerce à la veille de la Révolution : le projet Miromesnil (1778–1789), 1932
- Histoire de la lettre de change en France aux XVIIe et XVIIIe siècle, 1933
- La noblesse de France et le commerce à la fin de l’ancien régime. In: Revue d’histoire moderne. Nr. 8, Band 2 (Mai–Juli 1933), S. 209–235.
- Quelques problèmes du très ancien droit romain (essai de solutions sociologiques), 1934
- Histoire juridique des sociétés de commerce en France aux XVIIe et XVIIIe siècles, 1938
- Nouvelles études sur le très ancien droit romain, 1947
- Aspects sociologiques du droit, 1955
  - deutsch: Soziologische Aspekte des Rechts. Übersetzt von Wolfgang Hromadka, mit einem Vorwort von Ernst E. Hirsch (= Schriftenreihe zur Rechtssoziologie und Rechtstatsachenforschung. Band 19). Duncker & Humblot, West-Berlin 1970.
- Recherches sur les actions de la loi, 1960
- Sociologie du droit. Presses universitaires de France, 1981. (Erstausgabe 1961)
- La Preuve judiciaire, étude de sociologie juridique, 1964